# Prisión Estatal de Nevada
La Prisión Estatal de Nevada (en inglés: Nevada State Prison) era un centro penitenciario ubicado en la ciudad de Carson, Nevada, Estados Unidos. La prisión estuvo en funcionamiento continuo desde su creación en 1862 y fue gestionada por el Departamento de Correccionales de Nevada. Fue una de las prisiones más antiguas que aún operaban en los Estados Unidos. La instalación de alta seguridad albergaba 219 internos en septiembre de 2011, Fue diseñado para contener 841 reclusos y contaba con una plantilla de 211 personas. En el siglo XX, la prisión se convirtió en el único centro reservado para las ejecuciones en el estado de Nevada. La primera condena a muerte se hizo efectiva por cámara de gas en los Estados Unidos con la ejecución de Gee Jon, el 8 de febrero de 1924. El estado de Nevada decidió cerrar el centro por razones presupuestarias. La prisión finalmente cerró sus puertas el 18 de mayo de 2012, con todos los internos siendo trasladados o puestos en libertad adelantadamente.